# アンジェロ・ダゴスティーノ
アンジェロ・ダゴスティーノ（Angelo D'Agostino、1963年2月26日 – 2016年5月26日）は　アメリカ合衆国のフィギュアスケート選手。

## 来歴
国内選手権で3位以内に入賞したことは無いが、NHK杯、エリック・ボンパール杯、スケートカナダでそれぞれ1位、2位、3位に入っている。トリプルアクセルもレパートリーに入っていて、トリプルルッツからダブルループへのコンビネーションも得意であった。

引退年は不明。引退後、Gay Games V - Group A Pair Men（男性2人のペア競技）にDon Corbiell と共に出場していた。

## 主な戦歴
| 大会/年        | 1983-84 | 1984-85 | 1985-86 | 1986-87 | 1987-88 | 1988-89 | 1989-90 |
| -------------- | ------- | ------- | ------- | ------- | ------- | ------- | ------- |
| 全米選手権     |         |         |         |         |         | 5       | 6       |
| NHK杯          | 1       |         |         |         |         |         |         |
| エリック杯     |         | 2       |         |         |         |         |         |
| スケートカナダ |         |         | 3       |         |         |         |         |